# Centralny Urząd Wydawnictw, Przemysłu Graficznego i Księgarstwa
Centralny Urząd Wydawnictw, Przemysłu Graficznego i Księgarstwa – centralna jednostka organizacyjna przy Prezesie Rady Ministrów, istniejąca w latach 1951–1953, powołana w celu organizowania, nadzorowania i koordynowania spraw wydawnictw, przemysłu graficznego i księgarstwa.  

## Powołanie Urzędu
Na podstawie dekretu z 1951 r. o utworzeniu i zakresie działania Centralnego Urzędu Wydawnictw, Przemysłu Graficznego i Księgarstwa ustanowiono Urząd.
Urząd podlegał Prezesowi Rady Ministrów.

## Zakres działania Urzędu
Do zakresu działania Urzędu należą sprawy wydawnictw, przemysłu graficznego i księgarstwa, a w szczególności:
- sprawy bezpośredniego zarządu przedsiębiorstwami wydawniczymi, przemysłu graficznego i księgarstwa,
- nadzór i koordynacja działalności jednostek wydawniczych i przemysłu graficznego podległych poszczególnym ministrom, instytucjom państwowym i organizacjom społecznym oraz spółdzielczych jednostek wydawniczych i przemysłu graficznego,
- opracowanie państwowego planu wydawniczego,
- zatwierdzenie tematycznych planów wydawniczych,
- opracowanie planów techniczno-przemysłowo-finansowych oraz planów inwestycyjnych w zakresie swojej właściwości,
- koordynowanie planów i działalności instytucji wydawniczych, przemysłu graficznego oraz przedsiębiorstw obrotu wydawnictw nieperiodycznych,
- udzielanie koncesji na prowadzenie działalności wydawniczej,
- opracowanie zagadnień prawa autorskiego i normowanie wynagrodzeń autorskich,
- ustalanie warunków technicznych druku,
- sprawowanie kontroli nad jakością produkcji wydawniczej,
- szkolenie i dokształcanie kadr,
- organizowanie badań naukowych w dziedzinie wydawniczej, przemysłu graficznego i czytelnictwa.

## Kierowanie urzędem
Na czele Urzędu stał Prezes, którego mianował i odwoływał Prezes Rady Ministrów.
Przy Urzędzie działała Rada Wydawnicza, której zakres działania, skład członków, organizację i sposób działania określiła  Rada Ministrów.

## Zniesienie Urzędu
Na podstawie uchwały Prezydium Rządu z 1953 r. w sprawie zlikwidowania Centralnego Urzędu Wydawnictw, Przemysłu Graficznego i Księgarstwa zniesiono Urząd.